# Барыковка (Орловская область)
Барыковка — деревня в Свердловском районе Орловской области. Входит в состав Яковлевского сельского поселения.

## География
Деревня расположена на берегу реки Бич. 
Уличная сеть представлена одним объектом: Высокая улица. 
Географическое положение: в 4 километрах от районного центра — посёлка городского типа Змиёвка, в 35 километрах от областного центра — города Орёл и в 352 километрах от столицы — Москвы.

## Население
| 2010 |
| ---- |
| 21   |